# NGC 5337
NGC 5337 ist eine Balken-Spiralgalaxie vom Hubble-Typ SB(rs)c? pec im Sternbild Jagdhunde am Nordsternhimmel. Sie ist schätzungsweise 100 Millionen Lichtjahre von der Milchstraße entfernt und hat einen Durchmesser von etwa 85.000 Lichtjahren. Vom Sonnensystem aus entfernt sich das Objekt mit einer errechneten Radialgeschwindigkeit von näherungsweise 2.100 Kilometern pro Sekunde.
Im selben Himmelsareal befinden sich unter anderem die Galaxien NGC 5326, NGC 5346, IC 4336, PGC 2151881.
Das Objekt wurde am 14. Januar 1788 von Wilhelm Herschel mit einem 18,7-Zoll-Spiegelteleskop entdeckt, der sie dabei mit „vF, S“ beschrieb.